# Véloroute Rhin
De Véloroute Rhin is een langeafstandsfietsroute in Frankrijk. De route volgt de loop van de rivier de Rijn van de grens met Zwitserland bij Huningue tot de grens met Duitsland bij Lauterbourg. De route is in zijn geheel onderdeel van de EuroVelo EV15 Rijnroute (aan de overzijde van de Rijn in Duitsland loopt parallel de Duitse variant mee noordwaarts). Het traject is bewegwijzerd in twee richtingen.

## Traject
De route start in Huningue aan de grens met Zwitserland en Bazel. In het centrum van Bazel zijn veel aansluitingen met andere routes te vinden. Vanuit Huningue kunnen de EuroVelo EV6 Atlantische kust naar de Zwarte Zee en de EuroVelo EV15 Rijnroute verder gevolgd worden naar Bazel. Ook kan worden aangesloten op de landelijke Zwitserse fietsroute 2: Rhein-Route.
De EV6 loopt parallel mee tot Kembs. In Bantzenheim kruist de route de Dreiland-Radweg. Verder noordwaarts in Straatsburg is er een aansluiting met de EuroVelo EV5 Via Romea Francigena.
In eindpunt Lauterbourg kan de EV15 verder noordwaarts worden gevolgd Duitsland in. Ook kan worden aangesloten op de D8: Rijnfietsroute in Duitsland.

## Aansluitingen met Europese routes
- Het gehele traject is onderdeel van de EuroVelo EV15 Rijnroute.
- Tussen Huningue en Kembs loopt de route parallel met de EuroVelo EV6 Atlantische kust naar de Zwarte Zee.
- In Straatsburg kruist de route de EuroVelo EV5 Via Romea Francigena.

## Aansluitingen met andere fietsroutes
- In Huningue kan worden aangesloten op de Zwitserse landelijke route 2: Rhein-Route van fietsnetwerk Veloland Schweiz.
- In Bantzenheim kruist de route de Dreiland-Radweg.
- In Lauterbourg kan worden aangesloten op de Duitse landelijke route D8: Rijnfietsroute.